# Feuer unter Deck
Feuer unter Deck ist ein deutscher Film der DEFA von Herrmann Zschoche, der 1977 fertiggestellt war. Nach der Ausreise von Hauptdarsteller Manfred Krug in die Bundesrepublik wurde der Film noch vor der Premiere verboten und erst 1979 im Fernsehen der DDR uraufgeführt.

## Handlung
Otto Scheidel ist seit 22 Jahren Kapitän auf dem Radschleppdampfer Jenissei, mit dem er die Elbe befährt. Sein Team ist eingeschworen, nur Ottos Freundin Carola, genannt Caramba, hat irgendwann genug. Die Gaststättenbesitzerin wünscht sich eine Familie und will weg von betrunkenen Menschen. Als Otto zu ihrem Geburtstag schließlich nur Blumen schickt, weil er nicht vom Dampfer kommt, trennt Caramba sich von Otto. Der hat bald einen zweiten Schicksalsschlag zu verkraften: Auch von der Jenissei muss er sich trennen. Der Radschleppdampfer ist der letzte auf der Elbe, der noch mit Kohlen betrieben wird. Immer seltener finden sich Personen, die die harte und schmutzige Arbeit des Kohleschaufelns auf sich nehmen wollen, sodass die Jenissei schon seit geraumer Zeit unterbesetzt ist. Nun soll sie ein Museums- und Restaurantschiff werden. Nach der letzten Fahrt packt die Besatzung zusammen. Der alte Jule bleibt an Bord und übernimmt die Wartung des Schiffs, das nun als Gaststätte von Caramba betrieben wird. Der Rest der Besatzung beginnt auf einem mit Diesel betriebenen Schiff zu arbeiten. Nur Otto sucht sich einen neuen Job: Er beginnt bei einer Gleisbaubrigade als Schienenarbeiter.
Eines Tages sieht er bei der Arbeit, wie sich auf der Elbe bei Niedrigwasser ein Schlepper und ein Motorkahn festfahren. Auf dem Schlepper arbeiten seine ehemaligen Kameraden Miltz und Langer, den nachkommenden Schiffen wiederum ist die Durchfahrt versperrt. Ein Versuch, die Kähne mit Traktoren aus den Sandbänken zu ziehen, scheitert. Infrage käme jedoch ein Raddampfer wie die Jenissei, der kaum Tiefgang hat. Aktive Radschleppdampfer arbeiten noch im Tschechischen, doch wären sie erst in acht Tagen vor Ort.
Kurzentschlossen stattet Otto der Jenissei einen Besuch ab. Er veranstaltet dort etwas Krawall, als er einem unfreundlichen Kellner ein Bein stellt. Caramba weist ihn von Bord. Otto findet Jule im Maschinenraum und erfährt, dass die Jenissei nach wie vor fahrtüchtig ist. Er leitet Dampf in die Veranstaltungsräume des Dampfers und gibt durch, dass Feuer unter Deck sei. Alle Gäste fliehen panisch und die Jenissei sticht in See. Am nächsten Morgen trifft sie am Unglücksort ein und nach kurzer Zeit ist der erste Kahn in tiefere Wasser gezogen. Der Motorkahn jedoch ist deutlich schwerer und so bringt die Bergung des Kahns Besatzung und Jenissei an ihre Grenzen. Als die Kohlen ausgehen, organisiert die Besatzung eilig neue, die im Gastraum des Schiffes abgeladen werden müssen. Caramba reagiert hysterisch und flieht irgendwann von Bord. Gerade als es scheint, dass der Kahn freikommt, reißt die Trosse und zerschlägt unter anderem den Kapitänsstand und einen Schornstein. Entschlossen fordert Otto ein neues Drahtseil an und kann schließlich den Kahn freikriegen. Die Jenissei ist danach zum Teil verwüstet. Otto erhält wie der Rest der Besatzung zwar eine Prämie, wird sich für sein Verhalten jedoch verantworten müssen. Caramba hingegen hat erkannt, wie viel Otto für ein Schiff und eine gute Sache geben würde und beide finden wieder zueinander.

## Produktion
Feuer unter Deck beruht auf Wolfgang Müllers Erzählband Flußgeschichten. Der Film wurde 1976 unter anderem in Magdeburg, Torgau, Dresden und Parey gedreht und war ursprünglich zum Start für die Sommerfilmtage 1977 vorgesehen. Nachdem Manfred Krug Ende 1976 die Petition gegen die Ausbürgerung Wolf Biermanns unterzeichnet hatte, wurde der Beitrag „mit der Begründung, ich [Manfred Krug] hätte in Erfurt einen Genossen niedergeschlagen“, zurückgezogen. Nachdem Krug im Juni 1977 in die Bundesrepublik ausgereist war, wurde der Film verboten. Er erlebte seine Premiere am 6. Juni 1979 im 1. Programm des Fernsehens der DDR. Kurz vor dem X. Parteitag der SED im Jahr 1981 lief der Film unangekündigt in wenigen Kinos der DDR und erlebte am 16. August 1982 seine eigentliche Kinopremiere mit wenigen Kopien. In der Bundesrepublik lief Feuer unter Deck erstmals am 3. März 1988 im BR im Fernsehen.

## Kritik
Christoph Prochnow schrieb 1981, dass es dem Film in beachtlichem Maße gelingt, „nicht nur ‚Liebe‘, sondern auch so spröde Dinge wie das ‚Verhältnis des Helden zu Arbeit und Beruf‘ in sinnlich direkten und lustbetonten Vorgängen erlebbar zu machen.“ Der Film schaffe es, „einen jener großen aktiven Helden zu etablieren, die der Film offensichtlich noch braucht, um handlungsbetontes und sinnlich erlebbares Kino überhaupt stattfinden lassen zu können.“
Für den film-dienst war Feuer unter Deck ein „unverbindlicher Film, der die Grenzen zwischen abenteuerlicher und humorvoller Unterhaltung verwischt, dabei aber auf eine stimmige Auslotung der Geschichte verzichtet; lediglich das gute Spiel der beiden Hauptdarsteller verdient Interesse.“